# Scincella kikaapoa
Scincella kikaapoa là một loài thằn lằn trong họ Scincidae. Loài này được García-Vázquez, Canseco-Márquez & Nieto-Montes De Oca mô tả khoa học đầu tiên năm 2010.